# 盧伊森格拉本河 (阿爾特米爾河支流)
49°5′22.41″N 10°46′58.94″E / 49.0895583°N 10.7830389°E
盧伊森格拉本河（德語：Luisengraben），是德國的河流，位於該國東南部，由巴伐利亞負責管轄，屬於阿爾特米爾河的支流，流經魏森堡-貢岑豪森縣。